# Föderalistische Partei
Der Ausdruck Föderalisten wird für zwei verschiedene Gruppierungen in der Geschichte der Vereinigten Staaten verwendet:
1. Jene Politiker, die zwischen 1787 und 1789 die Ratifizierung der Verfassung unterstützten
2. Die Politiker, die die Regierungspolitik der Präsidenten George Washington und John Adams unterstützten

Die beiden Gruppen überschneiden sich zwar, sind aber nicht identisch.
Als „Federalists“ (engl. für Föderalisten) oder „Federalist Party“ (Föderalistische Partei) bezeichnete sich im Ursprung jene Parteirichtung, welche die amerikanische Verfassung von 1787 unterstützte. Ihr Name findet seine Entsprechung in den sogenannten Federalist Papers beziehungsweise den im The Federalist zusammengefassten Essays von Alexander Hamilton, dem späteren ersten US-Finanzminister, James Madison, dem späteren 4. US-Präsidenten, und John Jay, dem späteren ersten Chief Justice of the United States, die 1787/88 dort ihre republikanischen Grundsätze erklärten und damit die Notwendigkeit einer starken Bundesregierung begründeten.
Die erste Gruppe erhielt ihren Namen, da sie für die Unterzeichnung der Verfassung waren, die eine engere Föderation zwischen den bisher nur locker verbündeten ehemaligen Kolonien schaffen sollte. Sie bildete keine echte Partei, sondern eher eine Bewegung von Menschen mit einem gemeinsamen Ziel, welche sich mit Erreichen des Ziels wieder auflöste.
Föderalisten im zweiten Sinne waren ab 1791 die Anhänger der Regierungspolitik von Washington und Alexander Hamilton, wie z. B. Timothy Pickering (Außenminister unter John Adams). Diese zielten vor allem auf die Schaffung einer starken zentralen Regierung, während ihre Gegner eher einen Staatenbund anstrebten, welcher die Macht bei den Einzelstaaten belassen hätte. Auch diese Föderalisten waren keine Partei im modernen Sinne, jedoch durchaus im damaligen Sinne.
Wichtige Punkte auf der politischen Agenda der Föderalisten waren die Gründung einer ersten Nationalbank (wurde später wieder aufgelöst) zur Belebung der heimischen Wirtschaft sowie die Schaffung einer Armee und Flotte. Letztere wurde im Krieg gegen nordafrikanische Piraten erfolgreich eingesetzt. In Bezug auf die Revolutionskriege in Europa blieben die Föderalisten strikt neutral. Außerdem forderten sie eine aktive Wirtschaftspolitik im Sinne der Manufakturen, des Handels und des Bankwesens. Darüber hinaus unterstützten sie die Belange der Handwerker gegenüber den Interessen der Landwirtschaft.
Persönliche Differenzen zwischen John Adams und Hamilton führten zu einer Spaltung der Föderalisten und trugen 1800 maßgeblich zum Wahlsieg der Demokratisch-Republikanischen Partei unter Thomas Jefferson bei. Die Föderalisten blieben die nächsten Jahre zwar eine wichtige Partei in Neuengland, verloren aber zunehmend an bundespolitischem Einfluss. Nachdem Hamilton in einem Duell mit Aaron Burr getötet worden war und Adams sich aus dem politischen Leben zurückgezogen hatte, fehlte den Föderalisten eine Leitperson und die Partei wurde immer schwächer.
Als Partei waren die Federalists spätestens nach 1816 nicht mehr wahrnehmbar. Deren Mitglieder gingen zu bestehenden konservativen Parteien, allen voran der National Republican Party und der Whig Party. Bei ihrer Gründung in den 1850er Jahren zeigte auch die Republikanische Partei gewisse Anlehnungen an die Positionen der ehemaligen Föderalisten.

## Föderalistische Präsidentschaftskandidaten
- John Adams: 1796, 1800
- Charles Cotesworth Pinckney: 1804, 1808
- DeWitt Clinton: 1812
- Rufus King: 1816